# Andes (Kolumbia)
Andes – miasto w Kolumbii, w departamencie Antioquia.